# Juan Manuel Reol Tejada
Juan Manuel Reol Tejada (Burgos, 26 d'agost de 1933 - Madrid, 9 de setembre de 2008) és un farmacèutic, científic i polític castellà. Doctor en Farmàcia, va obtenir el premi extraordinari en la llicenciatura. Diplomat en Sanitat, aviat va ingressar en el Cos Farmacèutic de Sanitat Nacional on va desenvolupar bona part de la seva activitat professional, destacant les seves investigacions en la farmacopea moderna. Primer com Sotsdirector General de Farmàcia del llavors Ministeri de Sanitat, fou el primer Director General de Farmàcia en el Govern de la Unió de Centre Democràtic durant la Legislatura Constituent. Prèviament havia participat com candidat al Congrés dels Diputats encapçalant la llista de la UCD per la província de Burgos, obtenint l'escó que repetiria posteriorment en 1979.
Durant el temps que va romandre en el Congrés va ser membre de la Comissió Constitucional, de la de Sanitat i de la d'Administració Territorial Iniciat el procés preautonòmic, va ser elegit president del Consell General de Castella i Lleó en 1978, càrrec que va ocupar fins a març de 1980, quan va dimitir per a fer-se càrrec de la Secretaria de Política Territorial del seu partit, mes i mig abans de concloure el procés autonòmic. El va substituir José Manuel García-Verdugo Candón. És Acadèmic de nombre de la Real Academia Nacional de Farmacia, l'Acadèmia Iberoamericana de Farmàcia i de la Reial Acadèmia de Farmàcia de Catalunya. És també President de l'Associació Espanyola de Farmacèutics de Lletres i Arts (AEFLA) i Conseller de l'Agència Espanyola del Medicament. Va ser Secretari General de l'Ateneu de Sevilla i membre del Club de Roma. Ha estat distingit amb la Medalla al Mèrit Constitucional, la Gran Creu de l'Ordre Civil de Sanitat i Comana amb Placa de l'Orde d'Alfons X el Savi.